# Berteștii de Jos, Brăila
Berteștii de Jos este satul de reședință al comunei cu același nume din județul Brăila, Muntenia, România.